# 乾白葡萄酒
干白葡萄酒（le vin blanc），“乾”是从香槟酒酿造中借用的一个词，即不添加任何水、香料、酒精等添加剂，直接用纯葡萄汁酿造的酒。葡萄榨汁后，立即将葡萄皮核过滤出去，葡萄汁酿成酒后基本无色或有淡黄色为干白酒；干白酒新鲜、清爽、有水果香味，干白酒适合配海鲜、禽类、奶酪和水产品等颜色清淡的菜佐餐。
最著名的干白葡萄酒“雷司令”产于德国的摩泽尔葡萄酒产区，是用“雷司令”（Reisling）葡萄酿造的。法国鄰近德国的阿尔萨斯地区也出产雷司令葡萄酒。其他出产“雷司令”葡萄酒的国家还有奥地利等。